# Casalnuovo di Napoli

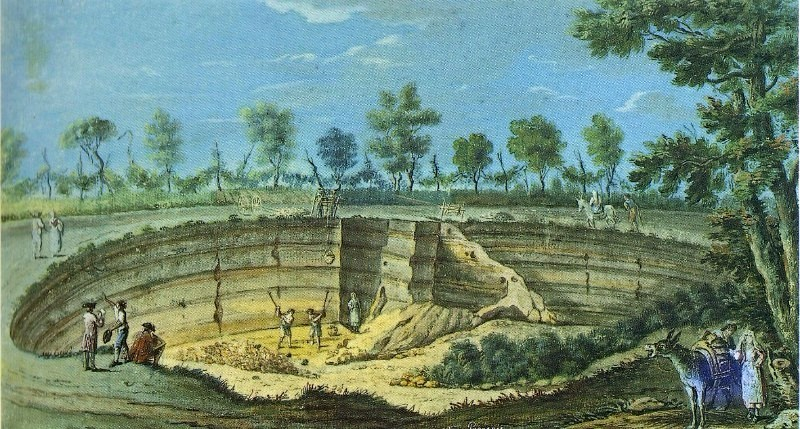
Cava di tufo a Casalnuovo.

Casalnuovo di Napoli (Casalnuovo 'e Napule in napoletano) è un comune italiano di 46 593 abitanti della città metropolitana di Napoli in Campania.
Il capoluogo comunale sorge sulle rovine di Archora, uno dei villaggi che avevano dato luogo alla confinante città di Afragola, e comprende anche il soppresso comune di Licignano di Napoli, corrispondente all'insediamento romano di Licinianum. Comprende altresì le località di Tavernanova e Casarea, acquisite nel 1929 per scorporo dai comuni di Pomigliano d'Arco e Afragola. A partire dagli anni 1990 una porzione del territorio appartenente al comune di Afragola viene acquisita dal comune di Casalnuovo.

## Geografia fisica

### Territorio
Casalnuovo è situato a nord-est di Napoli; la parte nordoccidentale del territorio comunale è quella più urbanizzata, mentre quella orientale è quasi completamente dedicata al settore agrario. La frazione Licignano occupa le campagne orientali e le divide in due grandi zone, mentre Tavernanova si trova a sud, al confine con Pomigliano d'Arco e Arpino, una frazione di Casoria.
Il territorio era precedentemente paludoso, ma in seguito alla bonifica borbonica ed alla costruzione del cosiddetto "Lagno dello spirito santo" la zona è stata resa molto più abitabile. Casalnuovo si trova in piena pianura campana. Alcune delle sue zone arrivano addirittura a tredici metri sotto il livello del mare.
Il territorio del comune di Casalnuovo di Napoli è composto da quattro abitati. Il maggiore di tali abitati, la frazione Licignano, composto dai rioni di Licignano superiore, La Pigna e Talona, è la parte più estesa del comune ed è stata un tempo comune a sé con il nome di Licignano, poi Licignano di Napoli. In base all'articolo 1 dello statuto comunale, in applicazione del regio decreto 316/1929, Licignano non è una frazione, ma costituisce parte integrante del capoluogo comunale, denominato Casalnuovo.
Sono invece frazioni Tavernanova e Casarea. Tutte e quattro le località abitate costituiscono un'unica conurbazione, ma Tavernanova e Casarea hanno tratti distintivi che le rendono ben identificabili come centri abitati a parte, a differenza di Licignano, che è divenuta sostanzialmente un grande quartiere residenziale, anche se presenta l'unica parte storica del comune.

### Clima
Il clima è quello tipico mediterraneo, caratterizzato da estati molto calde ed inverni non molto rigidi. Di solito, però, in inverno la città viene investita da temporali che fanno parte delle perturbazioni atlantiche che vanno a investire le coste Tirreniche. Violenti temporali possono anche esserci in estate o in primavera a causa degli sconfinamenti di temporali di calore formatosi sull'Appennino campano. In estate il clima è molto arido e si sfiorano i 40 °C.

## Storia
Il centro abitato sorge sulle rovine di Archora, uno dei villaggi dai quali aveva tratto origine la città di Afragola. Agli inizi del XV secolo fu baronia acquisita da Giovanni (III) de Alexandro, del Casato d'Alessandro residente in Terra di Lavoro e Napoli, e citato come Gran Camerario di Calabria (1415), Maresciallo del Regno e Giustiziere degli Scolari e consigliere della regina Giovanna II di Napoli. Nel 1484 Angiolo Como ebbe in concessione da Ferdinando I d'Aragona il territorio delle rovine del villaggio, in precedenza di proprietà del barone di Afragola, Cesare Maria Capece Bozzuto, su cui sorse un nuovo abitato. Questo fu riconosciuto quale casale dell'arcidiocesi di Napoli con il nome di Casalnuovo.
Con la riforma urbanistica di Gioacchino Murat, i casali di Casalnuovo e Salice, insieme con il casale di Arcopinto (zona oggi suddivisa fra tre comuni) e il casale di Afragola (casale che ricomprendeva, peraltro, vecchi casali disciolti come ad esempio Casavico e Cantariello), confluirono nel comune di Afragola.
Il territorio comunale di Casalnuovo venne ampliato con regio decreto del 25 febbraio 1929, n. 316, con l'accorpamento dell'allora comune di Licignano di Napoli (il quale in questo modo cessava di esistere come comune autonomo) e l'aggiunta di parti di territorio appartenenti ai comuni di Afragola e Pomigliano d'Arco. In particolare, Licignano era stata frazione di Pomigliano d'Arco, poi comune a sé stante con il nome di Licignano, poi ancora frazione di Acerra e in seguito nuovamente comune a sé stante con il nome di Licignano di Napoli, fino a divenire, oggi, parte integrante del capoluogo del comune di Casalnuovo di Napoli nell'ambito del ridisegno amministrativo voluto dal fascismo.

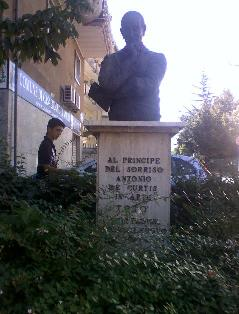
Busto bronzeo di Antonio De Curtis, in arte Totò

Negli anni cinquanta, per scorporo dal comune di San Sebastiano al Vesuvio, al comune di Casalnuovo di Napoli si sono aggiunte le frazioni di Tavernanova e Casarea (si pronuncia Casarèa), mentre la località Botteghelle, tra Casalnuovo di Napoli e Tavernanova, ha continuato a far parte del comune di Afragola fino agli anni settanta. Alla fine degli anni novanta, il comune di Casalnuovo ha ottenuto un'ulteriore porzione del territorio già appartenente al comune di Afragola nell'ambito del programma compensativo dell'impatto ambientale determinato dalla stazione ferroviaria dell'alta velocità di Afragola sul territorio dei comuni vicini.

### Simboli
Lo stemma e il gonfalone sono stati concessi con regio decreto del 27 marzo 1941.
Lo stemma si presenta spaccato: nel primo, campo di cielo, all'acquedotto romano di sette arcate al naturale; nel secondo, di verde, all'aratro al naturale; alla fascia d'azzurro, attraversante sulla troncatura.
Il gonfalone è un drappo partito di azzurro e di verde.

## Monumenti e luoghi d'interesse
- Chiesa di San Giacomo Apostolo il maggiore (XVI secolo)
- Chiesa di San Nicola Di Bari
- Chiesa di Santa Maria ad Nives
- Chiesa di Maria SS. Addolorata
- Chiesa della Visitazione Di Maria
- Chiesa di Santa Maria Delle Grazie
- Chiesa di Maria SS. Annunziata
- Palazzo Gaudiosi[12][13]
- Palazzo Salerno-Lancellotti di Durazzo

## Società

### Evoluzione demografica
Abitanti censiti

Il 60% della popolazione proviene da Napoli, soprattutto nella zona di Tavernanova.
N.B.: fino al censimento del 1921 incluso questi dati sono disaggregati da quelli del comune di Afragola (disaggregazione effettuata dall'ISTAT).

### Etnie e minoranze straniere
Al 31 dicembre 2022 la popolazione straniera era di 664 abitanti, pari all'1,44% della popolazione.

### Tradizioni religiose
La città presenta molte parrocchie, ma anche cappelle, le principali: San Giacomo Apostolo il Maggiore (Santo Patrono) e San Nicola di Bari (Patrono di Licignano). Oltre a quelle cattoliche sono presenti anche chiese cristiane evangeliche e una sala del regno dei testimoni di Geova. È da sottolineare che la città ha anche un secondo patrono: San Biagio, festeggiato il 3 febbraio. A questa data sono legate molte tradizioni. In primis quella tipica del paese, anche per gli altri patroni, di portare la statua del santo in processione per la città. San Biagio è protettore della gola e degli animali domestici. Il 3 febbraio i fedeli portano in chiesa gli animali per farli benedire, oppure vanno in chiesa per farsi benedire la gola con l'olio santo.
Ufficialmente San Biagio però non è il santo patrono della città, come San Giacomo. Esso è infatti chiamato "patrono di Passaggio", la leggenda vuole infatti che la statua del santo, trasportata da un carretto, era diretta a Cancello ed Arnone, ma proprio di fronte alla chiesa del paese si ruppe la ruota del carretto, a testimonianza, per i fedeli, del fatto che il santo non volesse lasciare il paese. Da allora la statua è stata custodita nella chiesa dove la prima volta trovò riparo.

### Eventi
- Premio Letterario Una Città Che Scrive. I testi vincitori della prima edizione (2017) sono contenuti in una antologia dal titolo "Una Città Che Scrive. Una Città che Rinasce"[16]. Sezione Speciale del Premio per le zone colpite dal terremoto del 2016: VISSO NEL CUORE. La Città di Casalnuovo per le zone colpite dal terremoto[17][18] Una Città che Scrive - Progetto realizzato con il contributo dell'Ufficio di Presidenza del Consiglio Comunale a vantaggio dell'immagine della Città - Antologia di 14 autori casalnuovesi - Premio Letterario "Una città che scrive"[19]

## Economia

### Industrie
Casalnuovo di Napoli, in passato, è stato uno dei principali poli industriali dell'hinterland napoletano, grazie a varie aziende che qui avevano i propri stabilimenti. Fra le più importanti aziende, ricordiamo la Moneta, il cui sito industriale è stato convertito in un parco pubblico intitolato a Pino Daniele, l'Eridania, la Colussi, la Pibigas e la Farvima i cui stabilimenti sono ormai dismessi. A questi si aggiunge anche lo stabilimento dell'Hensemberger poi Exide (industria di accumulatori). Tuttavia sul territorio casalnuovese ci sono parecchie piccole e medie imprese che operano nel settore tessile e calzaturiero come dimostra la presenza (nell'ex stabilimento Colussi) del "Polo della Moda", uno dei principali poli dell'industria tessile della regione. Di grande importanza è le note aziende sartoriali Isaia e Isaia e Cesare Attolini, che si interessano principalmente della realizzazione di abiti maschili di alta moda, che hanno subito un processo di industrializzazione tale da riuscire a distribuire capi anche all'estero, difatti vantano negozi non solo in Italia ma in Europa, Stati Uniti e Asia. Per questo, all'ingresso del paese, sul messaggio di benvenuto viene attribuito alla città il titolo di "città della moda" per i numerosissimi sarti di grande bravura che qui risiedevano.

## Infrastrutture e trasporti

### Strade
Casalnuovo di Napoli è raggiungibile tramite l’uscita Acerra/Afragola dell’Autostrada del Sole (in entrambe le direzioni dell’autostrada omonima) posta al confine tra Casoria e Afragola che da l’accesso dall’autostrada omonima sulla Strada Statale 162 Nc Asse Mediano Acerra-Giugliano (in entrambe le direzioni della superstrada omonima). L’Asse Mediano è una superstrada che collega Giugliano e Acerra ed attraversa tutto il territorio di Afragola andando dal confine superstradale di Cardito fino al confine superstradale con Acerra, il confine Afragola-Acerra dell’Asse Mediano si trova dopo l’uscita Acerra-Casalnuovo della superstrada omonima, in direzione nelle direzioni di Acerra, di Nola, di Pomigliano e della zona industriale di Pomigliano. La frazione di Licignano e quella di Tavernanova sono raggiungibili dall’uscita dell’Asse Mediano situata nell’area di confine tra i vicini comuni di Acerra e di Pomigliano, molto vicina alle stesse frazioni di Licignano e di Tavernanova).

#### Asse Mediano
Vi sono due svincoli Strada statale 162 NC Asse Mediano che servono Casalnuovo di Napoli:
- Acerra-Casalnuovo
- Acerra-Pomigliano (dal quale sono raggiungibili anche le frazioni di Licignano e di Tavernanova)

#### Circumvallazione Esterna di Napoli
Vi sono due svincoli della Circumvallazione Esterna di Napoli che servono Casalnuovo di Napoli:
- Napoli Poggioreale-Casoria-Casalnuovo
- Volla-Casalnuovo

### Ferrovie
- Stazione di Casalnuovo (RFI) sulla linea Roma-Cassino-Napoli delle Ferrovie dello Stato Italiane.
- Stazione di Salice sulla linea Napoli - Baiano della Circumvesuviana.
- Stazione di Casalnuovo (Circumvesuviana) sulla linea Napoli - Baiano della Circumvesuviana.
- Stazione di La Pigna sulla linea Napoli - Baiano della Circumvesuviana.
- Stazione di Talona della linea Napoli - Baiano della Circumvesuviana.

## Amministrazione
Di seguito è presentata una tabella relativa alle amministrazioni che si sono succedute in questo comune.
| Periodo | Periodo | Primo cittadino       | Partito                           | Carica           | Note   |
| ------- | ------- | --------------------- | --------------------------------- | ---------------- | ------ |
| 1871    | 1871    | Ferdinando Di Leo     |                                   | Commissario      |        |
| 1872    | 1875    | Nicola Fontana        |                                   | Sindaco          |        |
| 1876    | 1877    | Alfonso De Nigris     |                                   | Sindaco          |        |
| 1877    | 1879    | Luigi Terracciano     |                                   | Sindaco          |        |
| 1879    | 1882    | Salvatore Fontana     |                                   | Sindaco          |        |
| 1885    | 1887    | Alfonso De Nigris     |                                   | Sindaco          |        |
| 1887    | 1887    | Gabriele Napodano     |                                   | Commissario      |        |
| 1887    | 1889    | Salvatore Fontana     |                                   | Sindaco          |        |
| 1889    | 1904    | Giuseppe Romano       |                                   | Sindaco          |        |
| 1904    | 1907    | Eduardo Sanguigno     |                                   | Sindaco          |        |
| 1907    | 1920    | Giacomo De Stefano    |                                   | Sindaco          |        |
| 1920    | 1927    | Gennaro De Stefano    |                                   | Sindaco          |        |
| 1927    | 1929    | Camillo Fontana       |                                   | Podestà          |        |
| 1929    | 1929    | Giulio Moscarella     |                                   | Sindaco          |        |
| 1929    | 1943    | Silvio D'Amore        |                                   | Podestà          |        |
| 1943    | 1944    | Gennaro De Stefano    |                                   | Commissario      |        |
| 1944    | 1945    | Leopoldo Valvo        | Comitato di Liberazione Nazionale | Sindaco          |        |
| 1945    | 1945    | Cesare Giglio         |                                   | Commissario      |        |
| 1946    | 1956    | Francesco Mennella    |                                   | Sindaco          |        |
| 1957    | 1965    | Gabriele Crimaldi     |                                   | Sindaco          |        |
| 1965    | 1974    | Luigi De Stefano      |                                   | Sindaco          |        |
| 1974    | 1976    | Pasquale Caputo       |                                   | Sindaco          |        |
| 1976    | 1978    | Oscar Tamburis        |                                   | Sindaco          |        |
| 1978    | 1978    | Pasquale Caputo       |                                   | Sindaco          |        |
| 1979    | 1979    | Giacomo Mosca         |                                   | Sindaco          |        |
| 1980    | 1980    | Carmine Esposito      |                                   | Sindaco          |        |
| 1980    | 1986    | Paolo Iasevoli        | Democrazia Cristiana              | Sindaco          |        |
| 1987    | 1989    | Gabriele Paone        | Democrazia Cristiana              | Sindaco          | [ 20 ] |
| 1989    | 1992    | Domenico Pirozzi      | Democrazia Cristiana              | Sindaco          | [ 20 ] |
| 1992    | 1997    | Francesco Terracciano | DC (1992-1994), FI (dal 1994)     | Sindaco          | [ 20 ] |
| 1997    | 2001    | Antonio Peluso        | Forza Italia                      | Sindaco          | [ 20 ] |
| 2001    | 2005    | Antonio Peluso        | Nuovo PSI                         | Sindaco          | [ 20 ] |
| 2006    | 2007    | Antonio Manna         | Forza Italia                      | Sindaco          | [ 20 ] |
| 2007    | 2009    | Alessandro Ortolani   |                                   | Commissario      | [ 20 ] |
| 2007    | 2009    | Carlo Boffi           |                                   | Commissario      | [ 20 ] |
| 2007    | 2009    | Antonio Codispoti     |                                   | Commissario      | [ 20 ] |
| 2009    | 2015    | Antonio Peluso        | Nuovo PSI                         | Sindaco          | [ 20 ] |
| 2015    | 2020    | Massimo Pelliccia     | Volontari del Cambiamento         | Sindaco          | [ 20 ] |
| 2020    | 2025    | Massimo Pelliccia     | Forza Italia                      | Sindaco          | [ 20 ] |
| 2025    |         | Salvatore Esposito    |                                   | Vicesindaco f.f. |        |

## Sport
Il comune è sede di diverse società sportive dilettantistiche:
- - Il Real Casalnuovo, compagine calcistica nata nel 2023, partecipa alla Serie D 2023-2024 avendo acquisito il titolo sportivo dell'Afragolese.[27] Cede il titolo alla Puteolana, Attualmente rappresentano tre squadre di calcio a Casalnuovo: l’ATS Casalnuovo che nella stagione 2025-26 militerà nel campionato di promozione, Il K-team Casalnuovo che partecipa al campionato di prima categoria, il FC Casalnuovo che partecipa al campionato di seconda categoria.
- A.S.D. Volley Casalnuovo, squadra di pallavolo maschile e femminile che, prima di scomparire, ha militato in Serie C (maschile), sfiorando la promozione in B nel 2013-2014, ma anche in serie minori come prima e seconda divisione sia maschile che femminile.
- Sporting Casalnuovo, squadra di pallavolo maschile che, prima di scomparire, ha militato in Serie C.
- Pallacanestro Casalnuovo, squadra di pallacanestro militante in Promozione e i cui colori sociali sono il bianco e il blu.
- A.S.D. San Mauro Nuoto, squadra di pallanuoto fondata nel 2007 con sede nella frazione di Casarea che attualmente milita in Serie B.

Il principale impianto sportivo della città è lo Stadio comunale "Domenico Iorio" utilizzato principalmente per il calcio; l'impianto ha una capienza di circa 1.500 spettatori e il campo di gioco è in erba sintetica. Esistono anche un palazzetto dello sport e diversi centri sportivi polifunzionali.